# Sam Mercer
Sam Mercer é um produtor de Hollywood corresponsável pelos filmes Corpo Fechado, Sinais,  A Vila e A Dama na Água do diretor M. Night Shyamalan. Iniciou sua carreira escolhendo locações nos anos oitenta, produzindo seu primeiro filme em 1995 - Congo, do diretor Frank Marshall.

## Ligações Externas
- Sam Mercer. no IMDb.